# Crotonogyne
Genre
Crotonogyne est un genre de plantes à fleurs de la famille des Euphorbiaceae.

## Liste d'espèces
Selon Catalogue of Life (5 octobre 2017) :
- Crotonogyne angustifolia Pax
- Crotonogyne caterviflora N.E.Br.
- Crotonogyne chevalieri (Beille) Keay
- Crotonogyne gabunensis Pax
- Crotonogyne giorgii De Wild.
- Crotonogyne ikelembensis (De Wild.) Prain
- Crotonogyne impedita Prain
- Crotonogyne lasiocarpa Prain
- Crotonogyne laurentii De Wild.
- Crotonogyne ledermanniana (Pax & K.Hoffm.) Pax & K.Hoffm.
- Crotonogyne manniana Müll.Arg.
- Crotonogyne parvifolia Prain
- Crotonogyne poggei Pax
- Crotonogyne preussii Pax
- Crotonogyne strigosa Prain
- Crotonogyne zenkeri Pax

Selon NCBI (5 octobre 2017) :
- Crotonogyne strigosa

Selon The Plant List (5 octobre 2017) :
- Crotonogyne angustifolia Pax
- Crotonogyne caterviflora N.E.Br.
- Crotonogyne chevalieri (Beille) Keay
- Crotonogyne gabunensis Pax
- Crotonogyne giorgii De Wild.
- Crotonogyne ikelembensis (De Wild.) Prain
- Crotonogyne impedita Prain
- Crotonogyne lasiocarpa Prain
- Crotonogyne laurentii De Wild.
- Crotonogyne ledermanniana (Pax & K.Hoffm.) Pax & K.Hoffm.
- Crotonogyne manniana Müll.Arg.
- Crotonogyne parvifolia Prain
- Crotonogyne poggei Pax
- Crotonogyne preussii Pax
- Crotonogyne strigosa Prain
- Crotonogyne zenkeri Pax

Selon Tropicos (5 octobre 2017) (Attention liste brute contenant possiblement des synonymes) :
- Crotonogyne angustifolia Pax
- Crotonogyne argentea Pax
- Crotonogyne caterviflora N.E. Br.
- Crotonogyne chevalieri (Beille) Keay
- Crotonogyne gabunensis Pax
- Crotonogyne giorgii De Wild.
- Crotonogyne ikelembensis Prain
- Crotonogyne impedita Prain
- Crotonogyne lasiocarpa Prain
- Crotonogyne laurentii De Wild.
- Crotonogyne ledermanniana (Pax & K. Hoffm.) Pax & K. Hoffm.
- Crotonogyne manniana Müll. Arg.
- Crotonogyne parvifolia Prain
- Crotonogyne poggei Pax
- Crotonogyne preussii Pax
- Crotonogyne sapinii De Wild.
- Crotonogyne soyauxii Prain
- Crotonogyne stenophylla (Pax) Pax
- Crotonogyne strigosa Prain
- Crotonogyne thonneri De Wild.
- Crotonogyne zenkeri Pax